# Belal Arezou
Belal Arezou (auch Balal oder Bilal; * 28. Dezember 1988 in Kabul, Afghanistan) ist ein afghanischer Fußballspieler. Derzeit steht er beim norwegischen Drittligisten Asker Fotball unter Vertrag und ist zudem aktueller A-Nationalspieler Afghanistans.

## Karriere

### Vereinskarriere
Arezou wuchs in Afghanistan auf und flüchtete während des afghanischen Bürgerkrieges nach Norwegen. Hier spielte er ab dem Alter von 14 Jahren in den Jugendmannschaften des FK Senja, des IK Grane und des FK Arendal, ehe er in die Jugend des Fredrikstad FK wechselte. Hier schaffte der Stürmer den Sprung in den Profikader, wo er jedoch nicht zum Einsatz kam. 2009 wechselte Arezou zum norwegischen Drittligisten Asker Fotball. Nachdem man 2009 Dritter in der Endtabelle wurde, konnte Asker Fotball 2010 die Meisterschaft in der Fair Play ligaen erlangen. 2011 stieg man jedoch direkt wieder ab.
Am 9. Februar 2013 wurde Belal Arezou an den indischen Erstligisten Churchill Brothers SC ausgeliehen. Sein erstes Pflichtspiel absolvierte er am 19. März beim 3:0-Sieg gegen den Air India FC, als er in der 76. Minute für Henri Antchouet eingewechselt wurde. Am Ende der Saison mit acht Partien, jedoch ohne Tor, wurde er Meister in der I-League.
Seit August 2013 spielte er wieder bei seinem norwegischen Stammverein. Nach dem Abstieg in die vierte Liga verließ er den Klub nach 118 Ligaspielen und 24 Toren zum Ende der Saison 2014. Im März 2015 wechselte Arezou zum norwegischen Drittligisten Moss FK. 2017 kehrte er dann zu Asker Fotball zurück und im folgenden Jahr spielte er eine halbe Saison für Arendal Fotball. Seit Anfang 2019 steht er bei IF Trauma Tromøya unter Vertrag.

### Nationalmannschaft
Arezou spielte erstmals bei den Südasienspielen 2010 mit der afghanischen U-23-Nationalmannschaft. Zur Überraschung aller wurde die afghanische Auswahl Sieger der Gruppe A nach den Siegen gegen Indien (1:0), Pakistan (2:1) und Sri Lanka (2:0). Nach dem Sieg gegen Nepal (1:0) erreichte man das Finale, wo man allerdings mit 0:4 verlor und nur die Silbermedaille gewann. Arezou erzielte alle sechs Tore Afghanistans und wurde hinterher als besten Spieler des Turniers geehrt.  
Am 3. Juli 2011 erzielte Belal Arezou erst als zweiter Spieler seiner Nation nach Obaidulla Karimi ein Tor bei einer WM-Qualifikation beim 1:1 gegen Palästina bei der Qualifikation zur WM 2014.  Im Dezember 2011 nahm der Stürmer an der Südasienmeisterschaft teil. Er erzielte das erste Tor des Turniers beim 1:1 gegen Indien. Beim afghanischen Rekordsieg gegen Bhutan (8:1) erzielte Arezou vier Tore, was ihm als bisher einziger Afghaner gelungen ist. Er wurde zum „Man of the Match“ gewählt und war Kapitän seiner Nationalmannschaft. Nach seinem 1:0-Siegtreffer gegen Nepal in der 101. Minute erreichte man das Finale, welches man jedoch mit 0:4 gegen Indien verlor und nur den zweiten Platz erreichte.
Auch bei der Qualifikation zum AFC Challenge Cup 2014 erzielte Arezou wieder wichtige Treffer; er schoss jeweils den 1:0-Siegtreffer gegen Sri Lanka und Mongolei und hatte damit einen großen Anteil an der Qualifizierung. Am 11. September 2013 gewann Arezou die Südasienmeisterschaft, allerdings ohne selbst getroffen zu haben.
Am 29. März 2015 gab Arezou als einer von sieben Nationalspielern seinen Rücktritt aus der Nationalmannschaft bekannt. Als Grund wurden teaminterne Schwierigkeiten angegeben. Im Mai 2017 wurde er erstmals seit über zwei Jahren wieder für die Nationalmannschaft nominiert. Er ist mit neun Toren aktueller Rekordtorschütze der Nationalmannschaft.

## Erfolge

### Verein
Asker Fotball
- Fair Play ligaen: 2010

Churchill Brothers SC
- I-League: 2013

### Nationalmannschaft
- Südasienmeister: 2013
  - Vize-Südasienmeister: 2011
- Silber bei den Südasienspielen 2010